# Trowell
Trowell est un village et une Paroisse civile dans le Nottinghamshire en Angleterre.
Sa population était de 2 378 habitants en 2011.